# 德勒姆 (喬治亞州)
德勒姆（英語：Durham）是位於美國喬治亞州沃克縣的一個非建制地區。該地的面積和人口皆未知。

## 地理
德勒姆的座標為34°51′29″N 85°25′57″W / 34.85806°N 85.43250°W，而該地的平均海拔高度為554米（即1818英尺）。